# Julian Lennon
John Charles Julian Lennon (* 8. dubna 1963, Liverpool) je britský zpěvák a kytarista, jeden ze dvou synů Johna Lennona, jeho matkou byla Cynthia Lennon.

## Biografie
Na kytaru začal hrát na střední škole, již předtím ale zkoušel hru na bicí, na albu svého otce Johna Lennona Walls and Bridges bubnoval ve skladbě Ya-ya.
V roce 1980 opustil studium a začal pracovat jako barman. O tři roky později anonymně zaslal své nahrávky hudebnímu producentovi a jelikož se líbily, americká firma Atlantic Records s ním podepsala smlouvu na nahrání prvního alba Valotte. Na albu se jako další hudebníci podíleli Justin Clayton a Carlos Moreles. Téměř všechny skladby napsal on sám. Album bylo velmi úspěšné. Po vydání tří velmi úspěšných singlů zahájil turné, které bylo hned vyprodáno. Stal se z něj všestranný hudebník, který zpívá, hraje na kytaru, basovou kytaru, perkuse, bicí i klávesy.
I druhé album The Secret Value of Daydreaming z roku 1986 přineslo mladému Lennonovi velký úspěch a tím započala jeho spolupráce s významnými hudebníky (Billy Joel, Chuck Berry…). Julian mimo jiné vystupuje v muzikálech a dabuje animované filmy.
V dalších letech vydal několik velmi úspěšných hudebních alb. V současné době koncertuje po celém světě.

## Diskografie

### Studiová alba
- Valotte (1984)
- The Secret Value of Daydreaming (1986)
- Mr. Jordan (1989)
- Help Yourself (1991)
- Photograph Smile (1998)
- VH-1 Behind the Music - Julian Lennon (2001)
- Everything Changes (2011)
- Jude (2022)